# Paul Modrich
Paul Lawrence Modrich (Raton, Új-Mexikó, 1946. június 13. –) amerikai biokémikus. 2015-ben megkapta a kémiai Nobel-díjat megosztva Tomas Lindahllal és Aziz Sancarral, a DNS-javító mechanizmusok tanulmányozásáért. Jelenleg a Duke Egyetemen a biokémiai James B. Duke Professor pozíciót tölti be és a Howard Hughes Orvosi Intézet kutatója.
A Massachusetts Institute of Technologyn végzett 1968-ban . A Stanford Egyetemen szerezte meg a PhD fokozatát 1973-ban.
Az Amerikai Művészeti és Tudományos Akadémia, a Nemzeti Orvostudományi Intézet és a Nemzeti Tudományos Akadémia tagja.